# Wladimir Petrowitsch Apyschkow

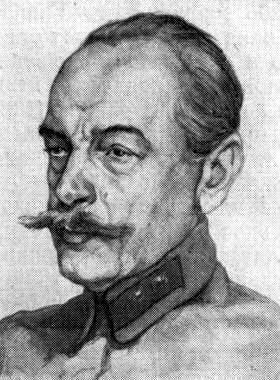
Wladimir Petrowitsch Apyschkow

Wladimir Petrowitsch Apyschkow (russisch Владимир Петрович Апышков; * 11. Januarjul. / 23. Januar 1871greg. in Moskau; † 13. Mai 1939 in Leningrad) war ein russisch-sowjetischer Architekt und Hochschullehrer.

## Leben
Apyschkow, Sohn eines Bauingenieurs, absolvierte das Poltawaer Kadettenkorps (Abschluss 1888) und studierte in St. Petersburg an der Michail-Artillerie-Schule (Abschluss 1891). Darauf diente er in der Kaiserlich Russischen Armee.
Nach der Rückkehr nach St. Petersburg 1898 studierte Apyschkow an der Nikolai-Militäringenieur-Akademie. Gleichzeitig besuchte er Architektur-Klassen in der Kaiserlichen Akademie der Künste. Nach dem Abschluss an der Nikolai-Akademie 1901 blieb er dort und unterrichtete.
Zusammen mit dem Bauingenieur Grigori Kriwoschein projektierte Apyschkow 1903–1906 eine Panteleimon-Brücke und eine neue Tschernyschow-Brücke über die Fontanka in St. Petersburg, die nicht realisiert wurden. Apyschkow veröffentlichte 1905 seine programmatische Monografie über das Rationale in der modernen Architektur mit den Ergebnissen seiner Untersuchung der Entwicklungswege der Architektur in seiner Zeit. Viele seiner Vorschläge flossen später in die sowjetische Architektur-Theorie und ihre marxistisch-leninistische Begründung ein. Er baute 1906–1907 in St. Petersburg, Uliza Rentgena 9, für den Verkehrsingenieur Sergei Nikolajewitsch Tschajew eine Villa im Stil der aus dem Jugendstil abgeleiteten Nördlichen Moderne. 1907 projektierte er das Wohnhaus M. A. Simonows in Moskau, das ein seltenes Beispiel der Nördlichen Moderne in Moskau ist. Mit Nikolai Belelubsky, Grigori Kriwoschein und Leonti Benois baute er 1908–1913 in St. Petersburg die Brücke des Kaisers Peter der Große und die Finnland-Eisenbahnbrücke über die Newa. Er reiste 1909 und 1910 in die Städte des russischen Nordens und im Kaukasus, um die russische Holzarchitektur zu studieren. Von 1912 bis zur Oktoberrevolution projektierte und baute er militärische Objekte in St. Petersburg und eine Fabrik in Pensa. Nach seinem nicht realisierten Projekt für ein Institut für Metalle in St. Petersburg wurde die 2. Kiewer Ingenieur-Schule gebaut.
Nach der Oktoberrevolution trat Apyschkow in die Rote Armee ein und lehrte weiter an der Militäringenieur-Akademie. 1932  zog er mit der Akademie nach Moskau um, die nun die Kuibyschew-Militärakademie für Pioniertruppen war. Er projektierte 1934–1937 ein Militär-Sanatorium im Park des Schlosses Archangelskoje bei Krasnogorsk.

## Ehrungen
- Russischer Orden der Heiligen Anna III. Klasse (1907)[1]
- Sankt-Stanislaus-Orden II. Klasse (1912)[1]

## Werke

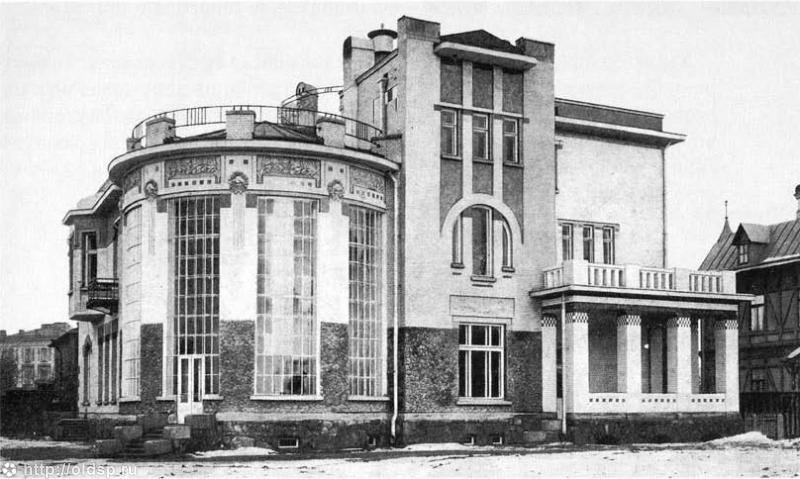
Villa Tschajew
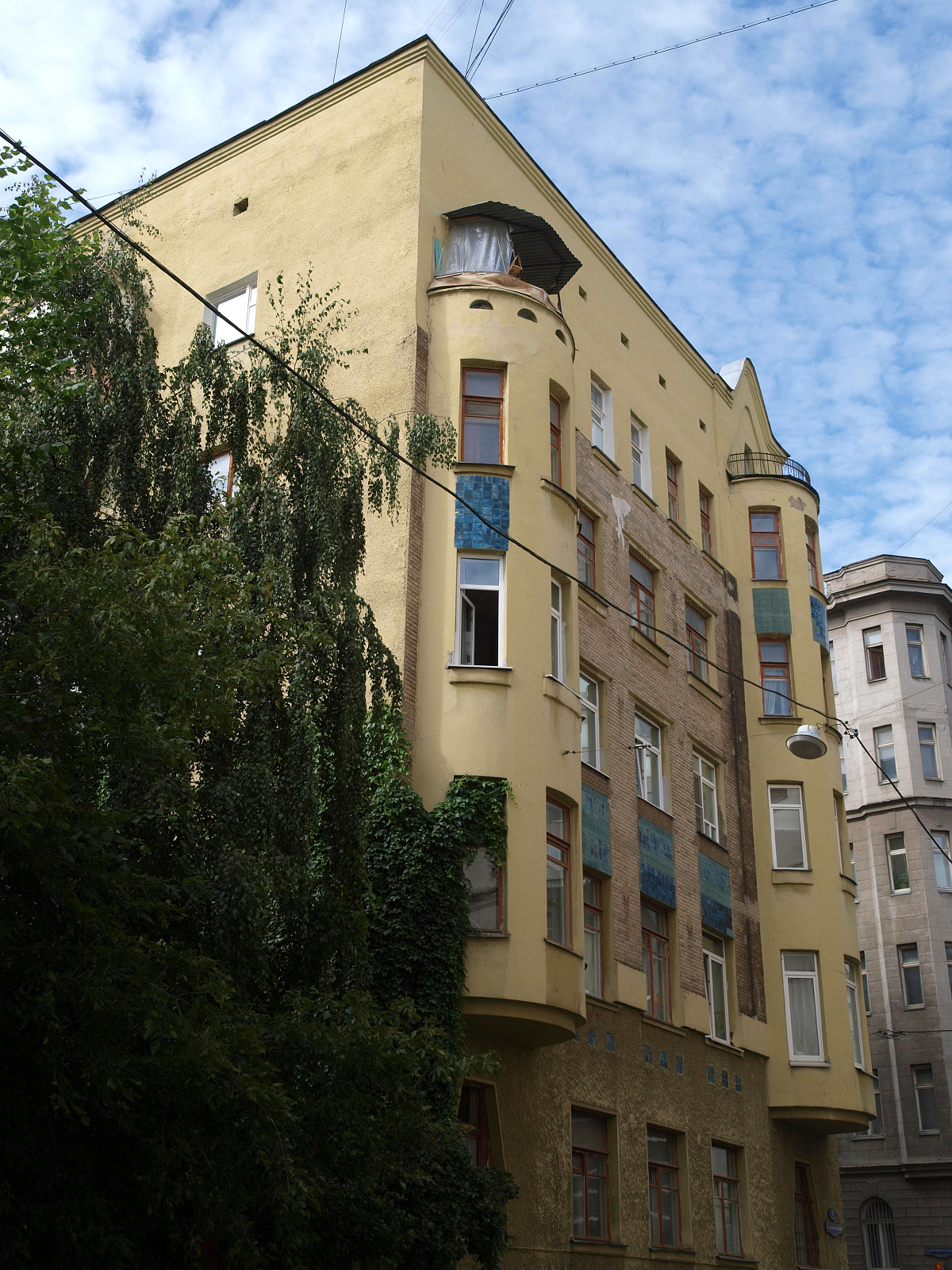
Wohnhaus Simonow
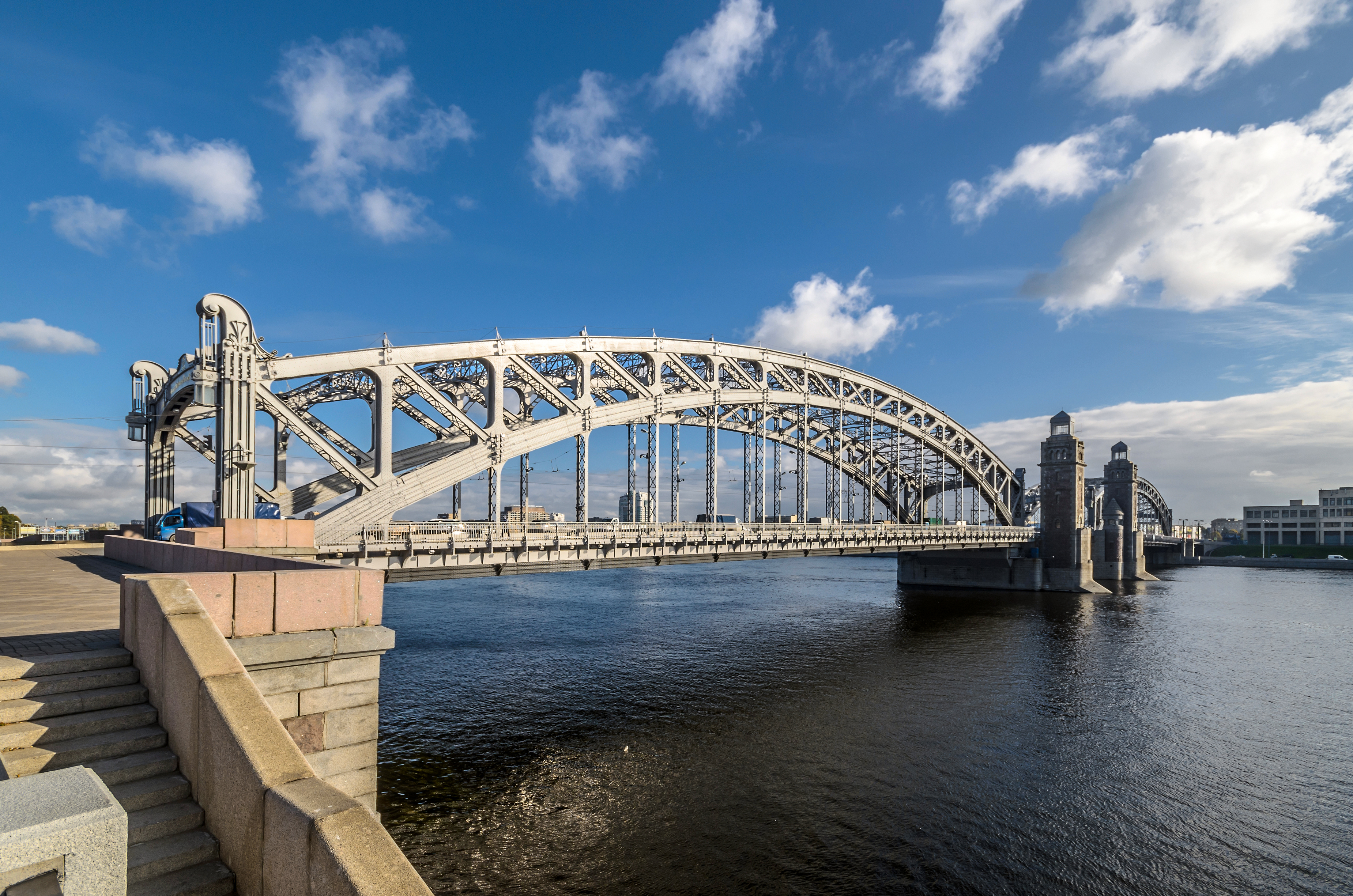
Brücke des Kaisers Peter der Große
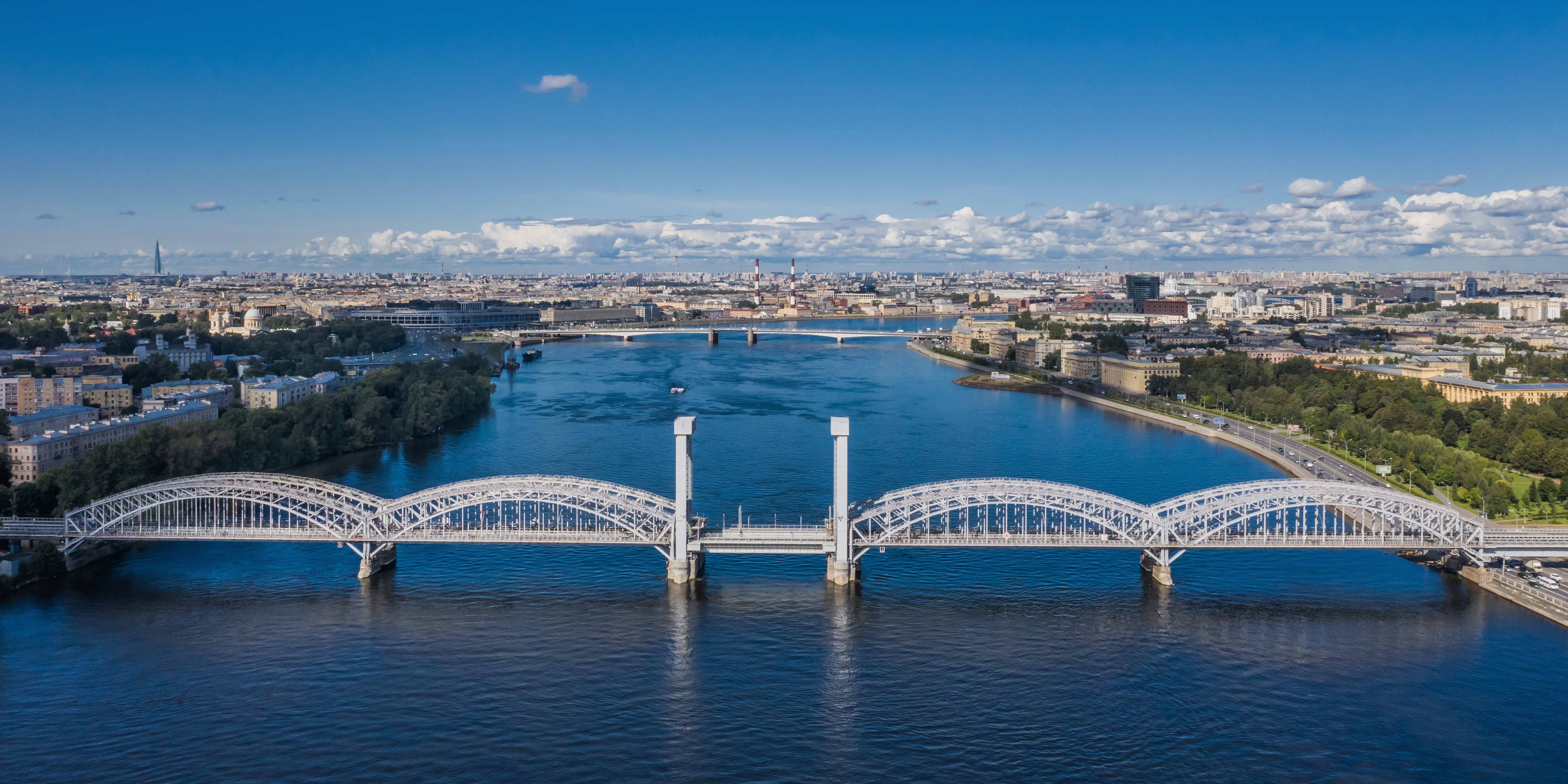
Finnland-Brücke